# Annie M. G. Schmidt
Anna Maria Geertruida Schmidt, detta Annie (Kapelle, 20 maggio 1911 – Amsterdam, 21 maggio 1995), è stata una scrittrice olandese.

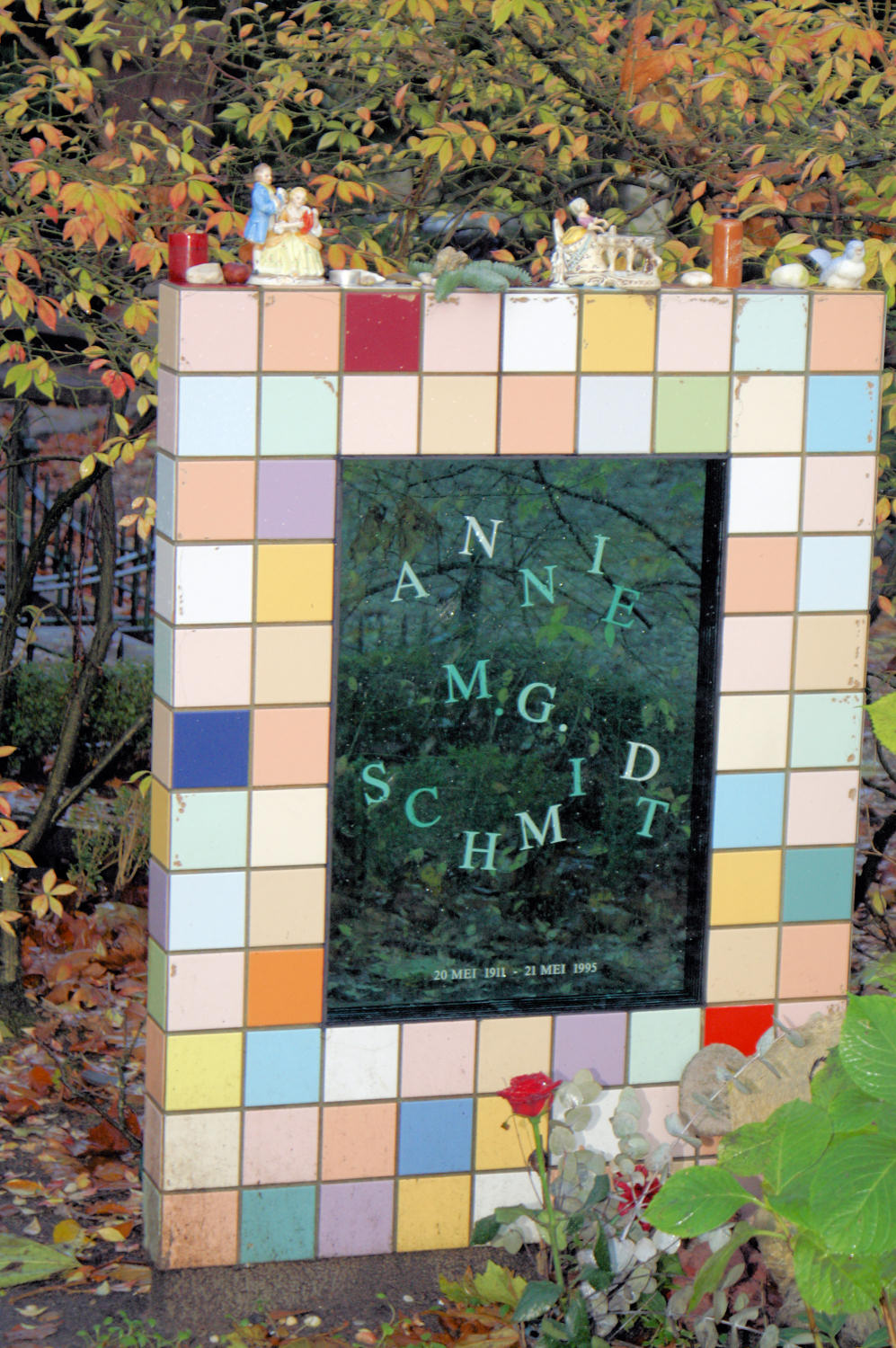
La tomba di Annie M.G. Schmidt.

La sua produzione letteraria spazia dalla poesia alle canzoni, dalle opere teatrali a quelle per radio e televisione, ai musical, anche se è conosciuta principalmente per i suoi libri per ragazzi: nel 1988 vinse il Premio Hans Christian Andersen con la serie Jip e Janneke.
È stata definita "la più versatile e dotata autrice di libri per bambini nei Paesi Bassi", la "madre della canzone teatrale olandese" e la "regina della letteratura per bambini olandese", è stata lodata per il suo "delizioso linguaggio tipicamente olandese" ed è considerata una delle più grandi scrittrici olandesi. Nel 2007, un gruppo di storici l'ha inclusa nel Canon van Nederland, paragonandola ad altre icone della storia olandese come Vincent van Gogh e Anna Frank.

## Biografia

### Infanzia e famiglia

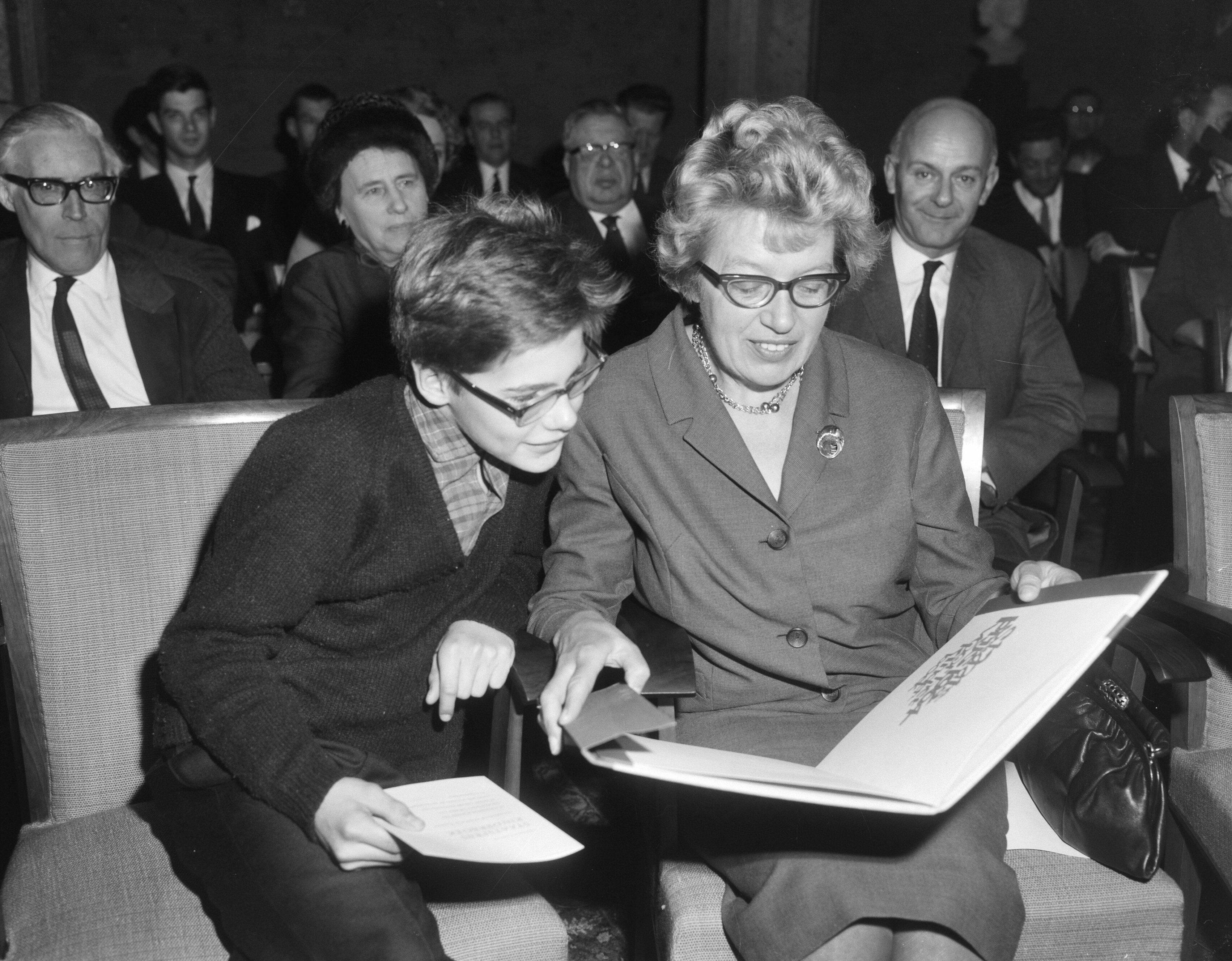
Annie M. G. Schmidt con il figlio Flip nel 1965

Anna Maria Geertruida Schmidt nacque il 20 maggio 1911 a Kapelle, municipalità di Zuid-Beveland, una parte della provincia della Zelanda. Suo padre Johannes Daniel Schmidt (1871-1951) era un sacerdote e sua madre, Geertruida Maria Bouhuijs (1871-1958), era un'insegnante e con lei Annie ebbe un forte legame affettivo. Prima della sua nascita nacquero due sorelle omonime. La prima nacque nel dicembre 1901 e morì il giorno dopo la nascita, la seconda nacque nel giugno 1906 e morì il 24 giugno 1909. Aveva un fratello nato nel 1903, Willem, soprannominato "Wim".
Sin da bambina Annie manifestò una forte curiosità per l'ambiente che la circondava e, grazie alla madre insegnante, imparò in fretta a leggere e venne abituata all'ascolto di filastrocche e favole. Fu una grande ammiratrice di Hans Christian Andersen e quando aveva quattordici anni sua madre inviò alcune sue poesie al poeta olandese Willem Kools, che diede un giudizio estremamente positivo. In seguito agli incoraggiamenti del poeta e della madre, nello stesso anno Annie pubblicò la sua prima filastrocca. Studiò per diventare bibliotecaria e nel 1941 venne assunta a Flessinga come direttrice della biblioteca comunale.
Nel 1950 venne pubblicata la prima raccolta di filastrocche per bambini di Annie e due anni dopo, il 20 gennaio 1952, nacque suo figlio Flip, attore dal 1972, avuto con il compagno, il chimico olandese Dick van Duijn, che aveva già due figli dal suo matrimonio. Dopo la morte di Dick, avvenuta nel 1981, Annie si trasferì ad Amsterdam.

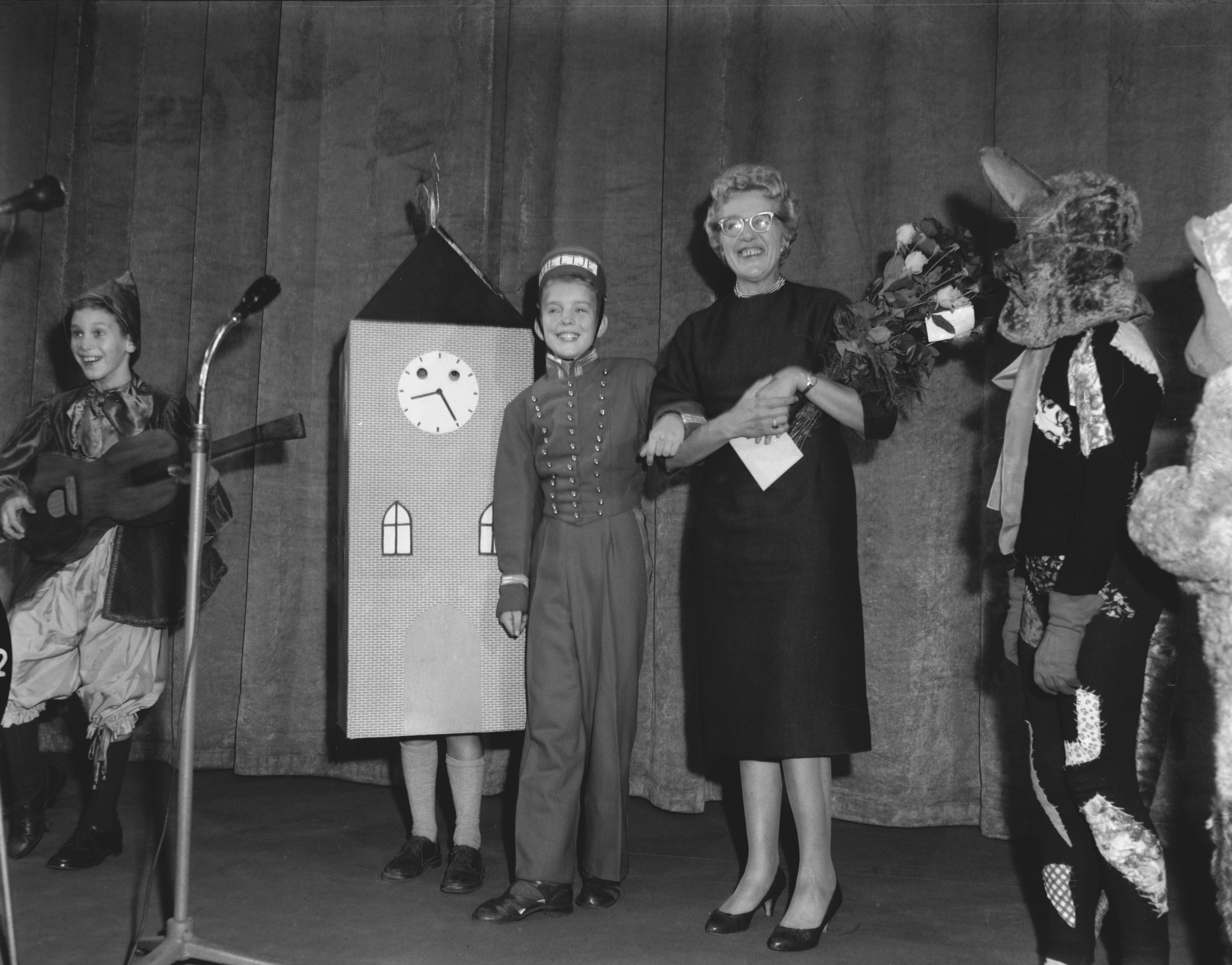
Annie M. G. Schmidt il 25 ottobre 1958, alla nomina di un suo libro come libro per bambini dell'anno

### Jip e Janneke

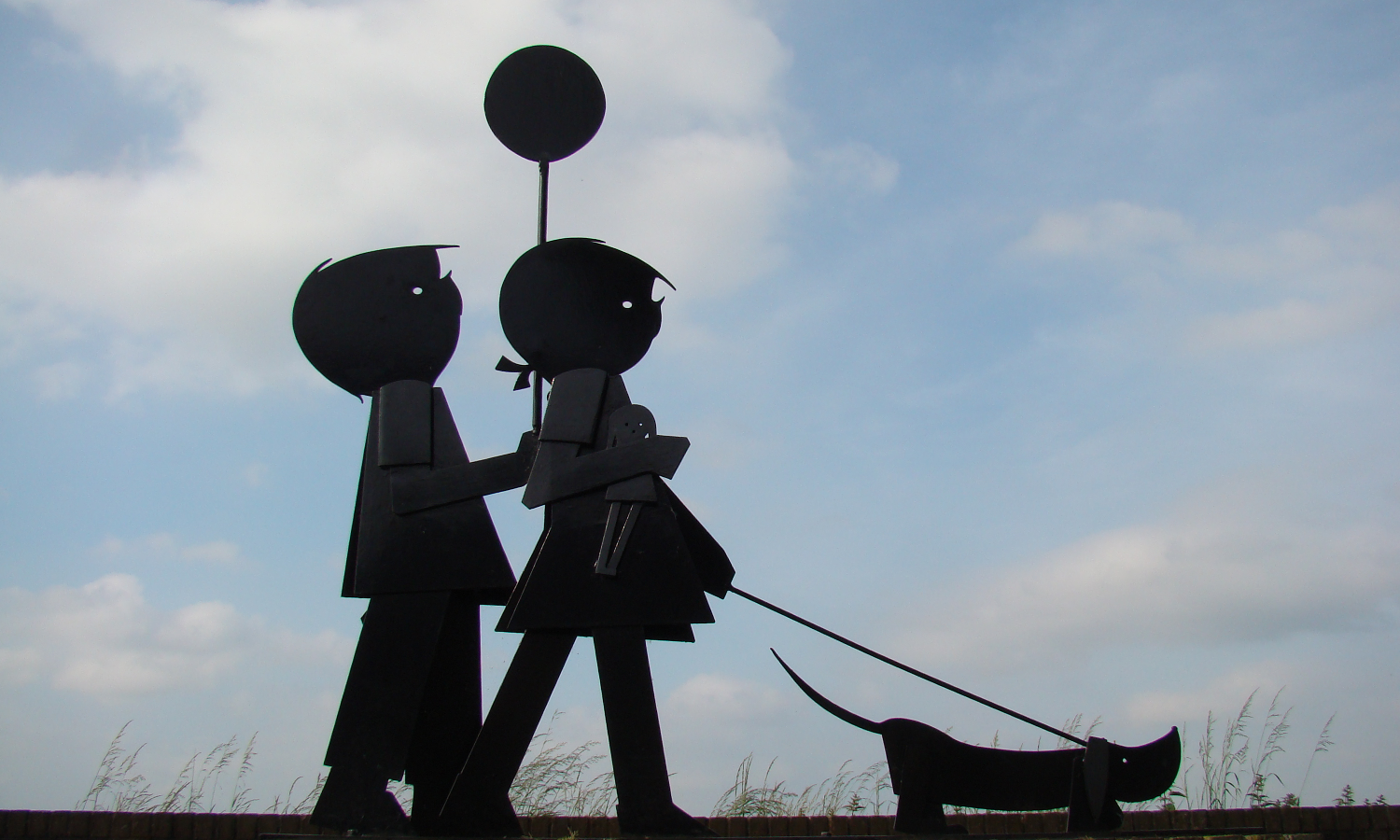
Statua di Jip, Janneke e del loro cane Takkie, realizzata da Ton Koops e posta il 10 ottobre 1992 in onore di Fiep Westendorp a Zaltbommel, suo luogo di nascita

Nel 1946 Annie concluse il suo lavoro da bibliotecaria e un anno dopo trovò un impiego lavorativo 
come redattrice presso Het Parool, un quotidiano di Amsterdam per il quale lavorò fino al 1958. Fu lì che incontrò l'illustratrice Fiep Westendorp, con la quale ebbe una lunga collaborazione lavorativa. Dal 1952 al 1957 infatti, Annie scrisse una serie di libri per bambini su due migliori amici, Jip e Janneke, e Fiep Westendorp si occupò delle illustrazioni. Le storie, basate su esperienze reali del figlio di Annie, vennero pubblicate quotidianamente sui giornali. Il primo libro della serie venne pubblicato il 13 settembre 1952 e l'ultimo, l'ottavo, il 7 settembre 1957. Anche dopo la conclusione della serie di Jip e Janneke Fiep Westendorp continuò a collaborare con Annie.

### Morte
È morta il giorno dopo il suo 84º compleanno, scegliendo l'eutanasia con un cocktail di farmaci e alcol. È sepolta a Zorgvlied, un cimitero di Amsterdam. Grazie alla grande fama che aveva, la sua morte fece molto discutere sull'eutanasia.

## Premi letterari
- Kinderboek van het jaar (1957)
- Theo Thijsen Award (1964)
- Zilveren Griffel (1971)
- Edmond Hustinx Prize for playwrights (1974)
- Golden Paintbrush (1978)
- Gouden Griffel (1981)
- Gouden Harp
- Cestoda price (1981)
- Constantijn Huygensprijs (1987)
- Premio Hans Christian Andersen (1988)
- Publieksprijs voor het Nederlandse Boek (1988)
- Publieksprijs voor het Nederlandse Boek (1991)
- Prijs van de Nederlands Kinderjury (2005)